# ل کیرول
ل کیرول (به فرانسوی: Le Cayrol) یک کمون در فرانسه است که در Canton of Espalion واقع شده است.

## خصوصیات
ل کیرول ۲۲٫۱۶ کیلومترمربع مساحت و ۲۸۵ نفر جمعیت دارد و ۸۵۶ متر بالاتر از سطح دریا واقع شده است.